# Kranjska stena
Kranjska stena, poimenovana tudi lesena kašta, je rešetkasta zložba iz lesa in kamenja, ki se kot tradicionalna tehnika za varstvo pred škodljivim delovanjem voda in erozije uporablja pri urejanju vodotokov in sanaciji erozijskih žarišč ter pogojno stabilnih pobočij. Predstavlja eno od dobrih praks sonaravnega načina izvajanja tradicionalnega in sodobnega urejanja voda.
Dolgoletna tradicija izvajanja in izvirnost sta bila glavna razloga, da je bila "kranjska stena", kot eden od značilnih hidrotehničnih objektov julija 2013 uvrščena na nacionalni seznam "nesnovne kulturne dediščine". Nosilec izročila in znanja o leseni kašti v Sloveniji je podjetje Hidrotehnik. 

## Namen gradnje
Lesene kašte se uporabljajo za izvedbo pragov, obrežnih zavarovanj, pregrad, prodnih pregrad in jezov. Ker je sestavljena iz naravnih materialov, je precejna in gibka, ter se kot taka dobro prilagaja značilnostim terena, prav tako je cenovno sprejemljiva in povzroča majhne negativne vplive na okolje. Za gradnjo se uporabljajo lokalno značilni materiali, zato se dobro vklaplja v krajino. 

## Razvoj tehnike gradnje
Izraz »kranjska stena« izvira iz dobesednega prevoda poimenovanja tehnike gradnje na nemško govorečem območju Alp, kjer so zgradbo poimenovali »Krainerwand«. Zgradba je torej dobila ime po nekdanji deželi Kranjski. Kot tradicionalna tehnika urejanja vodotokov se prvič omenja v povezavi z gradnjo idrijskih klavž leta 1879. Od tedaj dalje se je v Sloveniji izvajala vse do druge svetovne vojne in še dlje, dokler betonske gradnje niso izrinile tradicije. V zadnjem času je gradnja lesenih kašt ponovno oživela, saj je ureditev okolju prijazna in ustreza tudi načelom trajnostnega razvoja. Tehnika gradnje lesenih kašt temelji na rešetkasti zložbi vzdolžnih in prečnih lesenih debel, ki so med seboj pritrjena, prekati pa napolnjeni z lomljencem, odpornim proti zmrzali ali večjimi prodniki. Lesena debla so povezovali s kovaškimi, štirioglatimi žeblji, tesarskimi sponami, pozneje tudi z armaturnimi palicami. Tekom časa se je bolj kot zložba sama spreminjal način gradnje, ki danes poteka deloma tudi strojno. V posameznih primerih se uporabljajo tudi betonski elementi namesto lesenih debel. V slovenski strokovni literaturi se v povezavi z lesenimi kaštami pojavlja delitev na dvojne in enojne kašte.

## Območje razširjenosti
Gradnja lesenih kašt je značilna predvsem za Alpsko in Predalpsko Slovenijo, za gorske in hribovite vodotoke, ki jih zaznamujejo velik padec dna vodotoka in intenzivni erozijski procesi. Lesene kašte so bile v preteklosti zgrajene kot kaštasti pragovi, jezovi in prodne pregrade na Belci, Radovni, Tržiški Bistrici, Kokri, Sori, pritokih Gradaščice, Kamniški Bistrici, Savi idr. 
Lesene kašte iz različnih obdobij najdemo v Sloveniji na mnogih manjših in tudi večjih vodotokih, hudourniškega značaja – med njimi na Savi Dolinki, Savi Bohinjki, Ribnici, Kokri, Savinji, Čerinščici, številnih hudournikih (Smrečji graben, Srednji graben, Čvelov graben, Lolov graben). Kot sodobne referenčne objekte podjetje Hidrotehnik navaja: 
- Serijo ustalitvenih pregrad na hudourniku Kotredeščica
- Pregrade v Bavščici na pritoku Koritnice
- Drča na Drtijščici
- Lesene kašte v Srednjem grabnu
- Stopenjski jez na Iški (Mazijev jez)
- Dvostopenjski prag na Bači v Grahovem
- Hudourniški prag na pritoku Srednjega grabna, Kolovec
- Lesena pregrada na Ajdkovem potoku pri Dragomerju
- Kaštni jez na Pšati, Zalog pri Cerkljah (Pavlinov jez);
- Kaštno obrežno zavarovanje pritoka Bohinjskega jezera
- Rustikalna pregrada pritoka hudournika Kotredeščica
- Jez na vodotoku Rašica pri Trubarjevi domačiji

Lesene kašte se gradijo tudi v drugih državah – predvsem so značilne za Avstrijo, Italijo, Švico in Nemčijo.